# Bud Clemons
Willard Elmon "Bud" Clemons (Riverside, Californië, 27 juli 1918 - aldaar, 11 februari 2001) was een Amerikaans autocoureur. Hij schreef zich in 1957 in voor de Indianapolis 500, maar wist zich niet te kwalificeren. Deze race was ook onderdeel van het Formule 1-kampioenschap. Hij reed vooral in midget cars, waar hij in 1956 één overwinning behaalde.